# Pontské hory
Pontské nebo Severoanatolské hory (turecky Kuzey Anadolu Dağları) jsou soustavou alpinských pohoří táhnoucích se v délce asi 1000 km podél černomořského pobřeží Turecka. Lze je považovat za prodloužení balkánské větve Srednogorie. Jejich nadmořská výška postupně roste od západu k východu. U turecko-gruzínských hranic na ně navazuje Malý Kavkaz. Na jihu sousedí s centrální Anatolskou plošinou, od které jsou odděleny Severoanatolským zlomem. Na jihovýchodě přecházejí v Arménskou vysočinu.
Nejvyšším vrcholem je Kačkar (turecky Kaçkar Dağı, 3937 m n. m.) v pohoří Kačkar ve Východopontských horách (turecky Doğu Karadeniz Dağları).